# غيوم برينر
غيوم برينر (1 فبراير 1986 ببوفيه في فرنسا - ) (بالفرنسية: Guillaume Brenner)‏ هو لاعب كرة قدم فرنسي في مركز الوسط. شارك مع منتخب توغو لكرة القدم. أما مع النوادي، فقد لعب مع نادي لوهان كويسو ونادي نانت وCzarni Żagań ‏ وأولمبيك نوازي لو سيك ‏ وألكي لارانكا ‏.

## وصلات خارجية
- غيوم برينر على موقع الاتحاد الدولي (مؤرشف)  (الإنجليزية)
- غيوم برينر على موقع قاعدة بيانات كرة القدم.إي يو (الإنجليزية)
- غيوم برينر على موقع ليكيب (الفرنسية)
- غيوم برينر على موقع ناشيونال فوتبول تيمز (الإنجليزية)
- غيوم برينر على موقع Soccerway.com (الإنجليزية)